# Joe Pavelski
Joseph „Joe“ Pavelski (* 11. června 1984 v Ploveru, Wisconsin, USA) je bývalý americký profesionální hokejista.

## Osobní život
V létě 2009 se oženil. Má tři sourozence, mladší bratr Scott hrál hokej v USHL i v univerzitní soutěži. Hráčova rodina je polského původu.

## Kariéra

### Klubová kariéra
V rodném Winsconsinu hrál různé mládežnické soutěže až do roku 2002, kdy začal nastupovat v juniorské USHL za Waterloo Black Hawks. Ve vstupním draftu NHL 2003 si jej na 205. pozici vybral klub San Jose Sharks. V letech 2004–2006 hrál za winsconsinskou univerzitu, poté se rozhodl pro profesionální kariéru. V letech 2009/10 a 2010/11 si zahrál v dresu Žraloků finále Západní konference. V roce 2010 podepsal Pavelski smlouvu do roku 2014, jeho roční příjem činil čtyři miliony dolarů. Již v létě 2013 si jej klub pojistil až do roku 2019, v období 2014–2019 pobíral šest milionů dolarů za sezonu.
Během výluky NHL na podzim 2012 si zahrál v Kontinentální hokejové lize za HK Dinamo Minsk.
Pouze Patrick Marleau vstřelil více branek v klubové historii Sharks.
Jako kapitán Žraloky na jaře 2016 dovedl do finále Stanley Cupu, kde podlehli Pittsburgh Penguins.
V létě 2019 přešel do Dallas Stars.
Dne 4. června 2024 Pavelski oznámil konec hokejové kariéry většinu své kariéry působil v San Jose Sharks, kde strávil 13 let a z toho 4 poslední roky v klubu byl kapitánem týmu.

### Reprezentační kariéra
Za americkou reprezentaci nastoupil na mistrovství světa 2009 ve Švýcarsku (4. místo) a olympijském turnaji ve Vancouveru 2010 (stříbro).
Byl účastníkem olympijských her v Soči 2014 (4. místo). Byl kapitánem na světovém poháru 2016, kde Američané vypadli v základní skupině.

## Ocenění
USHL
- All-Rookie Team 2002/03
- První All Star Team 2002/03
- Nováček roku 2002/03

Univerzitní
- All-Rookie Team WCHA 2004/05
- Druhý All-Star Team WCHA 2005/06
- Druhý All-Star Team západních soutěží NCAA 2005/06

## Prvenství
- Debut v NHL – 22. listopadu 2006 (San Jose Sharks proti Los Angeles Kings)
- První gól v NHL – 22. listopadu 2006 (San Jose Sharks proti Los Angeles Kings, kanadskému brankáři Dan Cloutier)
- První asistence v NHL – 9. prosince 2006 (San Jose Sharks proti Nashville Predators)
- První hattrick v NHL – 18. ledna 2014 (Tampa Bay Lightning proti San Jose Sharks)

## Klubová statistika
| Sezóna      | Klub                 | Soutěž      |       | Základní část | Základní část | Základní část | Základní část | Základní část |    | Play off | Play off | Play off | Play off | Play off |
| Sezóna      | Klub                 | Soutěž      | Z     | G             | A             | B             | TM            | Z             | G  | A        | B        | TM       |          |          |
| 2002/03     | Waterloo Black Hawks | USHL        | 60    | 36            | 33            | 69            | 32            | 7             | 5  | 7        | 12       | 8        |          |          |
| 2003/04     | Waterloo Black Hawks | USHL        | 52    | 21            | 31            | 52            | 58            | 10            | 5  | 4        | 9        | 10       |          |          |
| 2004/05     | Wisconsin Badgers    | WCHA        | 41    | 16            | 29            | 45            | 26            | —             | —  | —        | —        | —        |          |          |
| 2005/06     | Wisconsin Badgers    | WCHA        | 43    | 23            | 33            | 56            | 34            | —             | —  | —        | —        | —        |          |          |
| 2006/07     | San Jose Sharks      | NHL         | 46    | 14            | 14            | 28            | 18            | 6             | 1  | 0        | 1        | 0        |          |          |
| 2006/07     | Worcester Sharks     | AHL         | 16    | 8             | 18            | 26            | 8             | —             | —  | —        | —        | —        |          |          |
| 2007/08     | San Jose Sharks      | NHL         | 82    | 19            | 21            | 40            | 28            | 13            | 5  | 4        | 9        | 0        |          |          |
| 2008/09     | San Jose Sharks      | NHL         | 80    | 25            | 34            | 59            | 46            | 6             | 0  | 1        | 1        | 9        |          |          |
| 2009/10     | San Jose Sharks      | NHL         | 67    | 25            | 26            | 51            | 26            | 15            | 9  | 8        | 17       | 6        |          |          |
| 2010/11     | San Jose Sharks      | NHL         | 74    | 20            | 46            | 66            | 24            | 18            | 5  | 5        | 10       | 10       |          |          |
| 2011/12     | San Jose Sharks      | NHL         | 82    | 31            | 30            | 61            | 31            | 5             | 0  | 0        | 0        | 5        |          |          |
| 2012/13     | HK Dinamo Minsk      | KHL         | 17    | 7             | 7             | 14            | 10            | —             | —  | —        | —        | —        |          |          |
| 2012/13     | San Jose Sharks      | NHL         | 48    | 16            | 15            | 31            | 10            | 11            | 4  | 8        | 12       | 0        |          |          |
| 2013/14     | San Jose Sharks      | NHL         | 82    | 41            | 38            | 79            | 32            | 7             | 2  | 4        | 6        | 2        |          |          |
| 2014/15     | San Jose Sharks      | NHL         | 82    | 37            | 33            | 70            | 29            | —             | —  | —        | —        | —        |          |          |
| 2015/16     | San Jose Sharks      | NHL         | 82    | 38            | 40            | 78            | 30            | 23            | 14 | 9        | 23       | 4        |          |          |
| 2016/17     | San Jose Sharks      | NHL         | 81    | 29            | 39            | 68            | 34            | 6             | 2  | 2        | 4        | 0        |          |          |
| 2017/18     | San Jose Sharks      | NHL         | 82    | 22            | 44            | 66            | 41            | 10            | 2  | 6        | 8        | 8        |          |          |
| 2018/19     | San Jose Sharks      | NHL         | 75    | 38            | 26            | 64            | 22            | 13            | 4  | 5        | 9        | 4        |          |          |
| 2019/20     | Dallas Stars         | NHL         | 67    | 14            | 17            | 31            | 29            | 27            | 13 | 6        | 19       | 30       |          |          |
| 2020/21     | Dallas Stars         | NHL         | 56    | 25            | 26            | 51            | 16            | —             | —  | —        | —        | —        |          |          |
| 2021/22     | Dallas Stars         | NHL         | 82    | 27            | 54            | 81            | 14            | 7             | 3  | 3        | 6        | 2        |          |          |
| 2022/23     | Dallas Stars         | NHL         | 82    | 28            | 49            | 77            | 42            | 14            | 9  | 5        | 14       | 2        |          |          |
| 2023/24     | Dallas Stars         | NHL         | 82    | 27            | 40            | 67            | 20            | 19            | 1  | 3        | 4        | 2        |          |          |
| NHL celkově | NHL celkově          | NHL celkově | 1 332 | 476           | 592           | 1068          | 458           | 201           | 74 | 69       | 143      | 84       |          |          |

## Reprezentace
| Rok                       | Tým                       | Soutěž                    | Z  | G | A | B  | TM |
| ------------------------- | ------------------------- | ------------------------- | -- | - | - | -- | -- |
| 2009                      | USA                       | MS                        | 5  | 1 | 1 | 2  | 0  |
| 2010                      | USA                       | OH                        | 6  | 0 | 3 | 3  | 0  |
| 2014                      | USA                       | OH                        | 6  | 1 | 4 | 5  | 0  |
| 2016                      | USA                       | SP                        | 3  | 1 | 1 | 2  | 0  |
| Seniorská kariéra celkově | Seniorská kariéra celkově | Seniorská kariéra celkově | 20 | 3 | 9 | 12 | 4  |